# 1919 na arte

## Eventos
- Fundação da Bauhaus, na Alemanha.

## Quadros
- La Femme à l'Éventail de Manuel Jardim.
- Aquis Submersus de Max Ernst.
- Outono de José Malhoa.

## Nascimentos
| Data          | Nome                    | Profissão                                        | Nacionalidade       | Observações | Ref |
| ------------- | ----------------------- | ------------------------------------------------ | ------------------- | ----------- | --- |
| 15 de Janeiro | Raul Gomes Brandão      | fotógrafo e pintor                               | Brasil              | m. 1978     |     |
| 19 de Janeiro | Joan Brossa             | poeta, dramaturgo, desenhista e artista plástico | Espanha (Catalunha) | m. 1998     |     |
| 9 de Abril    | Sérgio Bernardes        | arquitecto                                       | Brasil              | m. 2002     |     |
| ??            | Carlos Alberto Petrucci | pintor, desenhista, gravador e cenógrafo         | Brasil              |             |     |
| ??            | Alberto Pessoa          | arquitecto                                       | Portugal            | m. 1985     |     |

## Mortes
| Data          | Nome                   | Profissão | Nacionalidade  | Observações | Ref |
| ------------- | ---------------------- | --------- | -------------- | ----------- | --- |
| 22 de Janeiro | Carl Larsson           | pintor    | Suécia         | n. 1853     |     |
| 3 de Dezembro | Pierre-Auguste Renoir  | pintor    | França         | n. 1841     |     |
| ??            | Ralph Albert Blakelock | pintor    | Estados Unidos | n. 1847     |     |
| ??            | WiIlliam Halsall       | pintor    | Reino Unido    | n. 1841     |     |

## Prémios
- Prémio Valmor e Municipal de Arquitectura 1919 - Álvaro Augusto Machado[1].